# محمد اصولی
محمد اصولی سیاست‌مدار ایرانی بود، که در  دوره بیست و دوم  بعنوان نماینده سنندج در مجلس شورای ملی حضور داشت.